# Over Drive
Over Drive (オーバードライヴ?, Ōbā Doraivu) è un manga scritto e illustrato da Yasuda Tsuyoshi e pubblicato su Weekly Shōnen Magazine dal 2005 al 2008. Dal 3 aprile al 25 settembre 2007 è andato in onda una trasposizione televisiva animata prodotta dallo studio Xebec.

## Trama
La storia inizia con un flash forward al Tour de France, dove Mikoto Shinozaki potrebbe diventare il primo campione giapponese.
Tempo prima Mikoto, nonostante non abbia mai praticato alcuno sport prima, decide di entrare nella squadra ciclistica della sua scuola seguendo il suggerimento di Yuki Fukazawa, ragazza coetanea di cui è innamorato. Ironia della sorte, il leader del club è Yousuke Fukuzawa, fratello maggiore di Yuki e corridore su strada noto nella sua città, che vede in Shinozaki tutte le potenzialità e il coraggio necessario a diventare una leggenda del ciclismo.

## Personaggi
- Mikoto Shinozaki (篠崎ミコト?, Shinozaki Mikoto)
- Yôsuke Fukazawa (深澤遥輔?, Fukazawa Yôsuke)
- Kôichi Terao (寺尾晃一?, Terao Kôichi)
- Takeshi Yamato (大和武?, Yamato Takeshi)
- Takanobu Terao (?, Terao Takanobu)
- Yuki Fukazawa (深澤ゆき?, Fukazawa Yuki)

## Episodi
| Nº | Titolo italiano                                | In onda           | In onda |
| Nº | Titolo italiano                                | Giapponese        |         |
| 1  | Boy Meets Bicycle (Part 1)                     | 3 aprile 2007     |         |
| 2  | Boy Meets Bicycle (Part 2)                     | 10 aprile 2007    |         |
| 3  | Cross the Rubicon                              | 17 aprile 2007    |         |
| 4  | Every Dog can be a Lion                        | 24 aprile 2007    |         |
| 5  | Funky Monkey Baby                              | 1º maggio 2007    |         |
| 6  | Give the Devil his Due                         | 8 maggio 2007     |         |
| 7  | Hunger is the Best                             | 15 maggio 2007    |         |
| 8  | Know Your Enemy as well as Yourself            | 22 maggio 2007    |         |
| 9  | Little Wings Fly High                          | 29 maggio 2007    |         |
| 10 | Nobody Knows                                   | 5 giugno 2007     |         |
| 11 | Once a Chicken, Always a Chicken               | 12 giugno 2007    |         |
| 12 | Rules are Made to be Broken                    | 19 giugno 2007    |         |
| 13 | Silent Men are Deep and Dangerous              | 26 giugno 2007    |         |
| 14 | The Devil's Children                           | 3 luglio 2007     |         |
| 15 | All Good Things Come to an End                 | 10 luglio 2007    |         |
| 16 | We Are Going to Climbing                       | 17 luglio 2007    |         |
| 17 | Zeal is Runaway Horse                          | 24 luglio 2007    |         |
| 18 | Deeds, Not Words                               | 31 luglio 2007    |         |
| 19 | Men are Blind in Their Own Cause               | 7 agosto 2007     |         |
| 20 | Prosperity Makes Friends, Adversity Tries Them | 14 agosto 2007    |         |
| 21 | Vision Without Action is a Daydream            | 21 agosto 2007    |         |
| 22 | Uneasy Lies the Head That Wears a Crown        | 28 agosto 2007    |         |
| 23 | Quick Resentments are Often Fatal              | 4 settembre 2007  |         |
| 24 | It's Dogged That Does It                       | 11 settembre 2007 |         |
| 25 | Joy and Sorrow are Next Door Neighbors         | 18 settembre 2007 |         |
| 26 | You Never Know What you can do Till you Try    | 25 settembre 2007 |         |